# Duarte Guimarães
Duarte Guimarães (Lisboa, 16 de Julho de 1978) é um actor português.

## Televisão
- Riscos - RTP1, 1998
- Diário de Maria - Júlio - RTP1, 1998
- Ajuste de Contas - Jorge (jovem) - RTP1, 2000
- O Bairro da Fonte - Zeca - SIC, 2000
- Sabor da Paixão - Pedro Aruca - Rede Globo, 2002
- Pedro e Inês - Rodrigo - RTP1, 2005
- Tu e Eu - Gonçalo Lemos Silva Reis - TVI, 2006
- Casos da Vida: Caixinha de Música - Luís Arruda - TVI, 2008
- Podia Acabar o Mundo - Nuno Álvares - SIC, 2008
- Liberdade 21 - RTP1, 2008
- Cidade Despida - RTP1, 2010
- Rosa Fogo - Francisco Fragoso - SIC, 2011
- Maternidade - RTP1, 2012
- Uma Família Açoriana - RTP1, 2013
- Sol de Inverno - Inspector - SIC, 2014
- Santa Bárbara - Inspetor Correia - TVI, 2015-2016
- A Teia - Filipe Gomes TVI, 2019

## Filmografia
- Capitães de Abril (2000)
- Bairro (2014)
- Ramiro (2018)